# Spiel ohne Grenzen 1971
Die 7. Ausgabe von Spiel ohne Grenzen fand wieder mit den gleichen sieben Ländern statt, wie im Jahr davor.

## 1. Runde Riccione, Italien
| Platz | Land | Stadt          | Punkte | Bemerkung |
| ----- | ---- | -------------- | ------ | --- |
| 1     | I    | Riccione       | 48     | Die erste Runde wurde am 9. Juni 1971 in Riccione an der Adria gespielt. Der Wettkampf wurde von Rosanna Vaudetti und Giulio Marchetti begleitet. Das Thema war „Der Würfel“. Es war das erste Mal, dass Spiel ohne Grenzen am Strand gespielt wurde. Das starke italienische Team war ab der dritten Runde in Führung und konnte den Wettkampf mit 6 Punkten Vorsprung gewinnen. Die französische Mannschaft aus Alès beende die letzten fünf Spiele immer auf dem Letzten Platz und wurde auch am Ende Letzter. Idar-Oberstein konnte sich am 24. April 1971 in der deutschen Ausscheidung gegen Rockenhausen mit 15:9 durchsetzen und sich den zweiten Platz beim internationalen Turnier sichern. |
| 2     | D    | Idar-Oberstein | 42     | Die erste Runde wurde am 9. Juni 1971 in Riccione an der Adria gespielt. Der Wettkampf wurde von Rosanna Vaudetti und Giulio Marchetti begleitet. Das Thema war „Der Würfel“. Es war das erste Mal, dass Spiel ohne Grenzen am Strand gespielt wurde. Das starke italienische Team war ab der dritten Runde in Führung und konnte den Wettkampf mit 6 Punkten Vorsprung gewinnen. Die französische Mannschaft aus Alès beende die letzten fünf Spiele immer auf dem Letzten Platz und wurde auch am Ende Letzter. Idar-Oberstein konnte sich am 24. April 1971 in der deutschen Ausscheidung gegen Rockenhausen mit 15:9 durchsetzen und sich den zweiten Platz beim internationalen Turnier sichern. |
| 3     | NL   | Linne          | 40     | Die erste Runde wurde am 9. Juni 1971 in Riccione an der Adria gespielt. Der Wettkampf wurde von Rosanna Vaudetti und Giulio Marchetti begleitet. Das Thema war „Der Würfel“. Es war das erste Mal, dass Spiel ohne Grenzen am Strand gespielt wurde. Das starke italienische Team war ab der dritten Runde in Führung und konnte den Wettkampf mit 6 Punkten Vorsprung gewinnen. Die französische Mannschaft aus Alès beende die letzten fünf Spiele immer auf dem Letzten Platz und wurde auch am Ende Letzter. Idar-Oberstein konnte sich am 24. April 1971 in der deutschen Ausscheidung gegen Rockenhausen mit 15:9 durchsetzen und sich den zweiten Platz beim internationalen Turnier sichern. |
| 4     | GB   | Colwyn Bay     | 31     | Die erste Runde wurde am 9. Juni 1971 in Riccione an der Adria gespielt. Der Wettkampf wurde von Rosanna Vaudetti und Giulio Marchetti begleitet. Das Thema war „Der Würfel“. Es war das erste Mal, dass Spiel ohne Grenzen am Strand gespielt wurde. Das starke italienische Team war ab der dritten Runde in Führung und konnte den Wettkampf mit 6 Punkten Vorsprung gewinnen. Die französische Mannschaft aus Alès beende die letzten fünf Spiele immer auf dem Letzten Platz und wurde auch am Ende Letzter. Idar-Oberstein konnte sich am 24. April 1971 in der deutschen Ausscheidung gegen Rockenhausen mit 15:9 durchsetzen und sich den zweiten Platz beim internationalen Turnier sichern. |
|       | CH   | Courrendlin    | 31     | Die erste Runde wurde am 9. Juni 1971 in Riccione an der Adria gespielt. Der Wettkampf wurde von Rosanna Vaudetti und Giulio Marchetti begleitet. Das Thema war „Der Würfel“. Es war das erste Mal, dass Spiel ohne Grenzen am Strand gespielt wurde. Das starke italienische Team war ab der dritten Runde in Führung und konnte den Wettkampf mit 6 Punkten Vorsprung gewinnen. Die französische Mannschaft aus Alès beende die letzten fünf Spiele immer auf dem Letzten Platz und wurde auch am Ende Letzter. Idar-Oberstein konnte sich am 24. April 1971 in der deutschen Ausscheidung gegen Rockenhausen mit 15:9 durchsetzen und sich den zweiten Platz beim internationalen Turnier sichern. |
| 6     | B    | Ougrée         | 21     | Die erste Runde wurde am 9. Juni 1971 in Riccione an der Adria gespielt. Der Wettkampf wurde von Rosanna Vaudetti und Giulio Marchetti begleitet. Das Thema war „Der Würfel“. Es war das erste Mal, dass Spiel ohne Grenzen am Strand gespielt wurde. Das starke italienische Team war ab der dritten Runde in Führung und konnte den Wettkampf mit 6 Punkten Vorsprung gewinnen. Die französische Mannschaft aus Alès beende die letzten fünf Spiele immer auf dem Letzten Platz und wurde auch am Ende Letzter. Idar-Oberstein konnte sich am 24. April 1971 in der deutschen Ausscheidung gegen Rockenhausen mit 15:9 durchsetzen und sich den zweiten Platz beim internationalen Turnier sichern. |
| 7     | F    | Alès           | 20     | Die erste Runde wurde am 9. Juni 1971 in Riccione an der Adria gespielt. Der Wettkampf wurde von Rosanna Vaudetti und Giulio Marchetti begleitet. Das Thema war „Der Würfel“. Es war das erste Mal, dass Spiel ohne Grenzen am Strand gespielt wurde. Das starke italienische Team war ab der dritten Runde in Führung und konnte den Wettkampf mit 6 Punkten Vorsprung gewinnen. Die französische Mannschaft aus Alès beende die letzten fünf Spiele immer auf dem Letzten Platz und wurde auch am Ende Letzter. Idar-Oberstein konnte sich am 24. April 1971 in der deutschen Ausscheidung gegen Rockenhausen mit 15:9 durchsetzen und sich den zweiten Platz beim internationalen Turnier sichern. |

## 2. Runde Solothurn, Schweiz
| Platz | Land | Stadt        | Punkte | Bemerkung |
| ----- | ---- | ------------ | ------ | --- |
| 1     | D    | Schwabach    | 47     | Die zweite Runde wurde am 23. Juni 1971 im schweizerischen Solothurn ausgetragen. Präsentiert wurde der Wettkampf von Dorothea Furrer und Jan Hiermeyer. Als Thema wurde „Die Typische Schweiz“ gewählt. Schwabach konnte sich am 8. Mai gegen Schorndorf, trotz 0:6 und 6:10-Rückstand, noch mit 14:12 für das Turnier in der Schweiz qualifizieren. Und auch beim internationalen Spiel konnten sie, mit dem letzten Spiel, gewinnen. Vor dem letzten Spiel lagen sie noch punktgleich mit der Schweizer Mannschaft. |
| 2     | CH   | Willisau     | 44     | Die zweite Runde wurde am 23. Juni 1971 im schweizerischen Solothurn ausgetragen. Präsentiert wurde der Wettkampf von Dorothea Furrer und Jan Hiermeyer. Als Thema wurde „Die Typische Schweiz“ gewählt. Schwabach konnte sich am 8. Mai gegen Schorndorf, trotz 0:6 und 6:10-Rückstand, noch mit 14:12 für das Turnier in der Schweiz qualifizieren. Und auch beim internationalen Spiel konnten sie, mit dem letzten Spiel, gewinnen. Vor dem letzten Spiel lagen sie noch punktgleich mit der Schweizer Mannschaft. |
| 3     | NL   | Drachten     | 41     | Die zweite Runde wurde am 23. Juni 1971 im schweizerischen Solothurn ausgetragen. Präsentiert wurde der Wettkampf von Dorothea Furrer und Jan Hiermeyer. Als Thema wurde „Die Typische Schweiz“ gewählt. Schwabach konnte sich am 8. Mai gegen Schorndorf, trotz 0:6 und 6:10-Rückstand, noch mit 14:12 für das Turnier in der Schweiz qualifizieren. Und auch beim internationalen Spiel konnten sie, mit dem letzten Spiel, gewinnen. Vor dem letzten Spiel lagen sie noch punktgleich mit der Schweizer Mannschaft. |
| 4     | I    | Melfi        | 35     | Die zweite Runde wurde am 23. Juni 1971 im schweizerischen Solothurn ausgetragen. Präsentiert wurde der Wettkampf von Dorothea Furrer und Jan Hiermeyer. Als Thema wurde „Die Typische Schweiz“ gewählt. Schwabach konnte sich am 8. Mai gegen Schorndorf, trotz 0:6 und 6:10-Rückstand, noch mit 14:12 für das Turnier in der Schweiz qualifizieren. Und auch beim internationalen Spiel konnten sie, mit dem letzten Spiel, gewinnen. Vor dem letzten Spiel lagen sie noch punktgleich mit der Schweizer Mannschaft. |
| 5     | F    | Mulhouse     | 30     | Die zweite Runde wurde am 23. Juni 1971 im schweizerischen Solothurn ausgetragen. Präsentiert wurde der Wettkampf von Dorothea Furrer und Jan Hiermeyer. Als Thema wurde „Die Typische Schweiz“ gewählt. Schwabach konnte sich am 8. Mai gegen Schorndorf, trotz 0:6 und 6:10-Rückstand, noch mit 14:12 für das Turnier in der Schweiz qualifizieren. Und auch beim internationalen Spiel konnten sie, mit dem letzten Spiel, gewinnen. Vor dem letzten Spiel lagen sie noch punktgleich mit der Schweizer Mannschaft. |
| 6     | GB   | Kendal       | 28     | Die zweite Runde wurde am 23. Juni 1971 im schweizerischen Solothurn ausgetragen. Präsentiert wurde der Wettkampf von Dorothea Furrer und Jan Hiermeyer. Als Thema wurde „Die Typische Schweiz“ gewählt. Schwabach konnte sich am 8. Mai gegen Schorndorf, trotz 0:6 und 6:10-Rückstand, noch mit 14:12 für das Turnier in der Schweiz qualifizieren. Und auch beim internationalen Spiel konnten sie, mit dem letzten Spiel, gewinnen. Vor dem letzten Spiel lagen sie noch punktgleich mit der Schweizer Mannschaft. |
| 7     | B    | Sint-Niklaas | 24     | Die zweite Runde wurde am 23. Juni 1971 im schweizerischen Solothurn ausgetragen. Präsentiert wurde der Wettkampf von Dorothea Furrer und Jan Hiermeyer. Als Thema wurde „Die Typische Schweiz“ gewählt. Schwabach konnte sich am 8. Mai gegen Schorndorf, trotz 0:6 und 6:10-Rückstand, noch mit 14:12 für das Turnier in der Schweiz qualifizieren. Und auch beim internationalen Spiel konnten sie, mit dem letzten Spiel, gewinnen. Vor dem letzten Spiel lagen sie noch punktgleich mit der Schweizer Mannschaft. |

## 3. Runde Rotterdam, Niederlande
| Platz | Land | Stadt               | Punkte | Bemerkung |
| ----- | ---- | ------------------- | ------ | --- |
| 1     | NL   | Alphen aan den Rijn | 44     | Die Dritte Runde fand am 7. Juli 1971 in Rotterdam statt. Präsentiert von Dick Passchier und kommentiert von Barend Barendse war der neugebaute Ahoy Sportpalast der Schauplatz dieser Austragung. Die starke holländische Mannschaft blieb ab der 2. Runde immer auf dem 1. Platz und konnte den Wettbewerb schon vor dem Letzten Spiel sichern. Am 15. April 1971 konnte sich Rheinbach, bei der deutschen Qualifikation, gegen Warburg deutlich, mit 20:4, durchsetzen. Den Wettkampf in Rotterdam beendeten die Rheinbacher aber auf dem ungewohnt letzten Platz. |
| 2     | GB   | Tewkesbury          | 37     | Die Dritte Runde fand am 7. Juli 1971 in Rotterdam statt. Präsentiert von Dick Passchier und kommentiert von Barend Barendse war der neugebaute Ahoy Sportpalast der Schauplatz dieser Austragung. Die starke holländische Mannschaft blieb ab der 2. Runde immer auf dem 1. Platz und konnte den Wettbewerb schon vor dem Letzten Spiel sichern. Am 15. April 1971 konnte sich Rheinbach, bei der deutschen Qualifikation, gegen Warburg deutlich, mit 20:4, durchsetzen. Den Wettkampf in Rotterdam beendeten die Rheinbacher aber auf dem ungewohnt letzten Platz. |
| 3     | F    | Le Mans             | 36     | Die Dritte Runde fand am 7. Juli 1971 in Rotterdam statt. Präsentiert von Dick Passchier und kommentiert von Barend Barendse war der neugebaute Ahoy Sportpalast der Schauplatz dieser Austragung. Die starke holländische Mannschaft blieb ab der 2. Runde immer auf dem 1. Platz und konnte den Wettbewerb schon vor dem Letzten Spiel sichern. Am 15. April 1971 konnte sich Rheinbach, bei der deutschen Qualifikation, gegen Warburg deutlich, mit 20:4, durchsetzen. Den Wettkampf in Rotterdam beendeten die Rheinbacher aber auf dem ungewohnt letzten Platz. |
| 4     | I    | L’Aquila            | 35     | Die Dritte Runde fand am 7. Juli 1971 in Rotterdam statt. Präsentiert von Dick Passchier und kommentiert von Barend Barendse war der neugebaute Ahoy Sportpalast der Schauplatz dieser Austragung. Die starke holländische Mannschaft blieb ab der 2. Runde immer auf dem 1. Platz und konnte den Wettbewerb schon vor dem Letzten Spiel sichern. Am 15. April 1971 konnte sich Rheinbach, bei der deutschen Qualifikation, gegen Warburg deutlich, mit 20:4, durchsetzen. Den Wettkampf in Rotterdam beendeten die Rheinbacher aber auf dem ungewohnt letzten Platz. |
| 5     | CH   | Biasca              | 33     | Die Dritte Runde fand am 7. Juli 1971 in Rotterdam statt. Präsentiert von Dick Passchier und kommentiert von Barend Barendse war der neugebaute Ahoy Sportpalast der Schauplatz dieser Austragung. Die starke holländische Mannschaft blieb ab der 2. Runde immer auf dem 1. Platz und konnte den Wettbewerb schon vor dem Letzten Spiel sichern. Am 15. April 1971 konnte sich Rheinbach, bei der deutschen Qualifikation, gegen Warburg deutlich, mit 20:4, durchsetzen. Den Wettkampf in Rotterdam beendeten die Rheinbacher aber auf dem ungewohnt letzten Platz. |
| 6     | B    | Watermael-Boitsfort | 31     | Die Dritte Runde fand am 7. Juli 1971 in Rotterdam statt. Präsentiert von Dick Passchier und kommentiert von Barend Barendse war der neugebaute Ahoy Sportpalast der Schauplatz dieser Austragung. Die starke holländische Mannschaft blieb ab der 2. Runde immer auf dem 1. Platz und konnte den Wettbewerb schon vor dem Letzten Spiel sichern. Am 15. April 1971 konnte sich Rheinbach, bei der deutschen Qualifikation, gegen Warburg deutlich, mit 20:4, durchsetzen. Den Wettkampf in Rotterdam beendeten die Rheinbacher aber auf dem ungewohnt letzten Platz. |
| 7     | D    | Rheinbach           | 28     | Die Dritte Runde fand am 7. Juli 1971 in Rotterdam statt. Präsentiert von Dick Passchier und kommentiert von Barend Barendse war der neugebaute Ahoy Sportpalast der Schauplatz dieser Austragung. Die starke holländische Mannschaft blieb ab der 2. Runde immer auf dem 1. Platz und konnte den Wettbewerb schon vor dem Letzten Spiel sichern. Am 15. April 1971 konnte sich Rheinbach, bei der deutschen Qualifikation, gegen Warburg deutlich, mit 20:4, durchsetzen. Den Wettkampf in Rotterdam beendeten die Rheinbacher aber auf dem ungewohnt letzten Platz. |

## 4. Runde Vichy, Frankreich
| Platz | Land | Stadt          | Punkte | Bemerkung |
| ----- | ---- | -------------- | ------ | --- |
| 1     | B    | Tournai        | 41     | Am 21. Juli 1971 fand die internationale Spielrunde in Vichy statt. Das Thema waren die Figuren von Walt Disney. Durch die Sendung führten Guy Lux und Simone Garnier. Die Schweizer und die Belgier lieferten sich ein Kopf-an-Kopf-Rennen um den Tagessieg bis zum letzten Spiel. Hier hatten dann die Belgier die Nase vorn. Am 22. Mai 1971 konnte Bockum-Hövel auswärts gegen Lingen mit 16:10 gewinnen und sich qualifizieren. Bockum-Hövel lag immer in Führung. Die belgische Mannschaft konnte schließlich die internationale Ausscheidung klar für sich entscheiden. Für Bockum-Hövel reichte es für Platz 3. |
| 2     | CH   | Brig           | 36     | Am 21. Juli 1971 fand die internationale Spielrunde in Vichy statt. Das Thema waren die Figuren von Walt Disney. Durch die Sendung führten Guy Lux und Simone Garnier. Die Schweizer und die Belgier lieferten sich ein Kopf-an-Kopf-Rennen um den Tagessieg bis zum letzten Spiel. Hier hatten dann die Belgier die Nase vorn. Am 22. Mai 1971 konnte Bockum-Hövel auswärts gegen Lingen mit 16:10 gewinnen und sich qualifizieren. Bockum-Hövel lag immer in Führung. Die belgische Mannschaft konnte schließlich die internationale Ausscheidung klar für sich entscheiden. Für Bockum-Hövel reichte es für Platz 3. |
| 3     | D    | Bockum-Hövel   | 35     | Am 21. Juli 1971 fand die internationale Spielrunde in Vichy statt. Das Thema waren die Figuren von Walt Disney. Durch die Sendung führten Guy Lux und Simone Garnier. Die Schweizer und die Belgier lieferten sich ein Kopf-an-Kopf-Rennen um den Tagessieg bis zum letzten Spiel. Hier hatten dann die Belgier die Nase vorn. Am 22. Mai 1971 konnte Bockum-Hövel auswärts gegen Lingen mit 16:10 gewinnen und sich qualifizieren. Bockum-Hövel lag immer in Führung. Die belgische Mannschaft konnte schließlich die internationale Ausscheidung klar für sich entscheiden. Für Bockum-Hövel reichte es für Platz 3. |
| 4     | GB   | Prestwick      | 34     | Am 21. Juli 1971 fand die internationale Spielrunde in Vichy statt. Das Thema waren die Figuren von Walt Disney. Durch die Sendung führten Guy Lux und Simone Garnier. Die Schweizer und die Belgier lieferten sich ein Kopf-an-Kopf-Rennen um den Tagessieg bis zum letzten Spiel. Hier hatten dann die Belgier die Nase vorn. Am 22. Mai 1971 konnte Bockum-Hövel auswärts gegen Lingen mit 16:10 gewinnen und sich qualifizieren. Bockum-Hövel lag immer in Führung. Die belgische Mannschaft konnte schließlich die internationale Ausscheidung klar für sich entscheiden. Für Bockum-Hövel reichte es für Platz 3. |
|       | NL   | Zoetermeer     | 34     | Am 21. Juli 1971 fand die internationale Spielrunde in Vichy statt. Das Thema waren die Figuren von Walt Disney. Durch die Sendung führten Guy Lux und Simone Garnier. Die Schweizer und die Belgier lieferten sich ein Kopf-an-Kopf-Rennen um den Tagessieg bis zum letzten Spiel. Hier hatten dann die Belgier die Nase vorn. Am 22. Mai 1971 konnte Bockum-Hövel auswärts gegen Lingen mit 16:10 gewinnen und sich qualifizieren. Bockum-Hövel lag immer in Führung. Die belgische Mannschaft konnte schließlich die internationale Ausscheidung klar für sich entscheiden. Für Bockum-Hövel reichte es für Platz 3. |
| 6     | F    | Vichy          | 31     | Am 21. Juli 1971 fand die internationale Spielrunde in Vichy statt. Das Thema waren die Figuren von Walt Disney. Durch die Sendung führten Guy Lux und Simone Garnier. Die Schweizer und die Belgier lieferten sich ein Kopf-an-Kopf-Rennen um den Tagessieg bis zum letzten Spiel. Hier hatten dann die Belgier die Nase vorn. Am 22. Mai 1971 konnte Bockum-Hövel auswärts gegen Lingen mit 16:10 gewinnen und sich qualifizieren. Bockum-Hövel lag immer in Führung. Die belgische Mannschaft konnte schließlich die internationale Ausscheidung klar für sich entscheiden. Für Bockum-Hövel reichte es für Platz 3. |
| 7     | I    | Forio d’Ischia | 29     | Am 21. Juli 1971 fand die internationale Spielrunde in Vichy statt. Das Thema waren die Figuren von Walt Disney. Durch die Sendung führten Guy Lux und Simone Garnier. Die Schweizer und die Belgier lieferten sich ein Kopf-an-Kopf-Rennen um den Tagessieg bis zum letzten Spiel. Hier hatten dann die Belgier die Nase vorn. Am 22. Mai 1971 konnte Bockum-Hövel auswärts gegen Lingen mit 16:10 gewinnen und sich qualifizieren. Bockum-Hövel lag immer in Führung. Die belgische Mannschaft konnte schließlich die internationale Ausscheidung klar für sich entscheiden. Für Bockum-Hövel reichte es für Platz 3. |

## 5. Runde Offenburg, Deutschland
| Platz | Land | Stadt      | Punkte | Bemerkung |
| ----- | ---- | ---------- | ------ | --- |
| 1     | D    | Offenburg  | 49     | Am 4. August 1971 war Offenburg in seinem Karl-Heitz-Stadion der Gastgeber. Camillo Felgen und Frank Elstner begleiteten die Spielrunden. Von Anfang an lagen die Offenburger auf dem 1. Platz. Nach der 7. Runde teilten sie diesen, weil sie wegen des Zwischenspiels aussetzen mussten. Beim Fil Rouge und beim letzten Spiel holten sie sich die volle Punktzahl und den Sieg. Offenburg konnte sich gegen Goslar mit 15:11 behaupten und sich auch den Sieg im internationalen Vergleich holen. Sie lagen von Anfang an an erster Stelle. |
| 2     | I    | Jesolo     | 44     | Am 4. August 1971 war Offenburg in seinem Karl-Heitz-Stadion der Gastgeber. Camillo Felgen und Frank Elstner begleiteten die Spielrunden. Von Anfang an lagen die Offenburger auf dem 1. Platz. Nach der 7. Runde teilten sie diesen, weil sie wegen des Zwischenspiels aussetzen mussten. Beim Fil Rouge und beim letzten Spiel holten sie sich die volle Punktzahl und den Sieg. Offenburg konnte sich gegen Goslar mit 15:11 behaupten und sich auch den Sieg im internationalen Vergleich holen. Sie lagen von Anfang an an erster Stelle. |
| 3     | B    | Namur      | 33     | Am 4. August 1971 war Offenburg in seinem Karl-Heitz-Stadion der Gastgeber. Camillo Felgen und Frank Elstner begleiteten die Spielrunden. Von Anfang an lagen die Offenburger auf dem 1. Platz. Nach der 7. Runde teilten sie diesen, weil sie wegen des Zwischenspiels aussetzen mussten. Beim Fil Rouge und beim letzten Spiel holten sie sich die volle Punktzahl und den Sieg. Offenburg konnte sich gegen Goslar mit 15:11 behaupten und sich auch den Sieg im internationalen Vergleich holen. Sie lagen von Anfang an an erster Stelle. |
| 4     | GB   | Scunthorpe | 32     | Am 4. August 1971 war Offenburg in seinem Karl-Heitz-Stadion der Gastgeber. Camillo Felgen und Frank Elstner begleiteten die Spielrunden. Von Anfang an lagen die Offenburger auf dem 1. Platz. Nach der 7. Runde teilten sie diesen, weil sie wegen des Zwischenspiels aussetzen mussten. Beim Fil Rouge und beim letzten Spiel holten sie sich die volle Punktzahl und den Sieg. Offenburg konnte sich gegen Goslar mit 15:11 behaupten und sich auch den Sieg im internationalen Vergleich holen. Sie lagen von Anfang an an erster Stelle. |
| 5     | NL   | Winschoten | 31     | Am 4. August 1971 war Offenburg in seinem Karl-Heitz-Stadion der Gastgeber. Camillo Felgen und Frank Elstner begleiteten die Spielrunden. Von Anfang an lagen die Offenburger auf dem 1. Platz. Nach der 7. Runde teilten sie diesen, weil sie wegen des Zwischenspiels aussetzen mussten. Beim Fil Rouge und beim letzten Spiel holten sie sich die volle Punktzahl und den Sieg. Offenburg konnte sich gegen Goslar mit 15:11 behaupten und sich auch den Sieg im internationalen Vergleich holen. Sie lagen von Anfang an an erster Stelle. |
| 6     | F    | Nancy      | 28     | Am 4. August 1971 war Offenburg in seinem Karl-Heitz-Stadion der Gastgeber. Camillo Felgen und Frank Elstner begleiteten die Spielrunden. Von Anfang an lagen die Offenburger auf dem 1. Platz. Nach der 7. Runde teilten sie diesen, weil sie wegen des Zwischenspiels aussetzen mussten. Beim Fil Rouge und beim letzten Spiel holten sie sich die volle Punktzahl und den Sieg. Offenburg konnte sich gegen Goslar mit 15:11 behaupten und sich auch den Sieg im internationalen Vergleich holen. Sie lagen von Anfang an an erster Stelle. |
| 7     | CH   | Colombier  | 26     | Am 4. August 1971 war Offenburg in seinem Karl-Heitz-Stadion der Gastgeber. Camillo Felgen und Frank Elstner begleiteten die Spielrunden. Von Anfang an lagen die Offenburger auf dem 1. Platz. Nach der 7. Runde teilten sie diesen, weil sie wegen des Zwischenspiels aussetzen mussten. Beim Fil Rouge und beim letzten Spiel holten sie sich die volle Punktzahl und den Sieg. Offenburg konnte sich gegen Goslar mit 15:11 behaupten und sich auch den Sieg im internationalen Vergleich holen. Sie lagen von Anfang an an erster Stelle. |

## 6. Runde Blackpool, Großbritannien
| Platz | Land | Stadt      | Punkte | Bemerkung |
| ----- | ---- | ---------- | ------ | --- |
| 1     | GB   | Blackpool  | 50     | Am 18. August 1971 war die South Promenade in Blackpool der Austragungsort von Spiel ohne Grenzen. Das Thema dieser Runde war „Am Tisch der Helden“. Durch die Runden führten David Vine und Eddie Waring. Die Heimmannschaft konnte diese Runde auch gewinnen, da sie ihren Joker im letzten Spiel auch optimal eingesetzt hatten. Wetter, das sich gegen Plön, in der deutschen Ausscheidung, mit 15:11 durchsetzte konnte sich den 2. Platz sichern. Die Schweizer wurden Dritter. |
| 2     | D    | Wetter     | 43     | Am 18. August 1971 war die South Promenade in Blackpool der Austragungsort von Spiel ohne Grenzen. Das Thema dieser Runde war „Am Tisch der Helden“. Durch die Runden führten David Vine und Eddie Waring. Die Heimmannschaft konnte diese Runde auch gewinnen, da sie ihren Joker im letzten Spiel auch optimal eingesetzt hatten. Wetter, das sich gegen Plön, in der deutschen Ausscheidung, mit 15:11 durchsetzte konnte sich den 2. Platz sichern. Die Schweizer wurden Dritter. |
| 3     | CH   | Ascona     | 38     | Am 18. August 1971 war die South Promenade in Blackpool der Austragungsort von Spiel ohne Grenzen. Das Thema dieser Runde war „Am Tisch der Helden“. Durch die Runden führten David Vine und Eddie Waring. Die Heimmannschaft konnte diese Runde auch gewinnen, da sie ihren Joker im letzten Spiel auch optimal eingesetzt hatten. Wetter, das sich gegen Plön, in der deutschen Ausscheidung, mit 15:11 durchsetzte konnte sich den 2. Platz sichern. Die Schweizer wurden Dritter. |
| 4     | I    | Canelli    | 34     | Am 18. August 1971 war die South Promenade in Blackpool der Austragungsort von Spiel ohne Grenzen. Das Thema dieser Runde war „Am Tisch der Helden“. Durch die Runden führten David Vine und Eddie Waring. Die Heimmannschaft konnte diese Runde auch gewinnen, da sie ihren Joker im letzten Spiel auch optimal eingesetzt hatten. Wetter, das sich gegen Plön, in der deutschen Ausscheidung, mit 15:11 durchsetzte konnte sich den 2. Platz sichern. Die Schweizer wurden Dritter. |
| 5     | F    | Saint-Malo | 29     | Am 18. August 1971 war die South Promenade in Blackpool der Austragungsort von Spiel ohne Grenzen. Das Thema dieser Runde war „Am Tisch der Helden“. Durch die Runden führten David Vine und Eddie Waring. Die Heimmannschaft konnte diese Runde auch gewinnen, da sie ihren Joker im letzten Spiel auch optimal eingesetzt hatten. Wetter, das sich gegen Plön, in der deutschen Ausscheidung, mit 15:11 durchsetzte konnte sich den 2. Platz sichern. Die Schweizer wurden Dritter. |
| 6     | NL   | Rolde      | 28     | Am 18. August 1971 war die South Promenade in Blackpool der Austragungsort von Spiel ohne Grenzen. Das Thema dieser Runde war „Am Tisch der Helden“. Durch die Runden führten David Vine und Eddie Waring. Die Heimmannschaft konnte diese Runde auch gewinnen, da sie ihren Joker im letzten Spiel auch optimal eingesetzt hatten. Wetter, das sich gegen Plön, in der deutschen Ausscheidung, mit 15:11 durchsetzte konnte sich den 2. Platz sichern. Die Schweizer wurden Dritter. |
| 7     | B    | Tielt      | 19     | Am 18. August 1971 war die South Promenade in Blackpool der Austragungsort von Spiel ohne Grenzen. Das Thema dieser Runde war „Am Tisch der Helden“. Durch die Runden führten David Vine und Eddie Waring. Die Heimmannschaft konnte diese Runde auch gewinnen, da sie ihren Joker im letzten Spiel auch optimal eingesetzt hatten. Wetter, das sich gegen Plön, in der deutschen Ausscheidung, mit 15:11 durchsetzte konnte sich den 2. Platz sichern. Die Schweizer wurden Dritter. |

## 7. Runde Oostende, Belgien
| Platz | Land | Stadt       | Punkte | Bemerkung |
| ----- | ---- | ----------- | ------ | --- |
| 1     | B    | Oostende    | 50     | Am 1. September 1971 war die siebte und letzte Austragung vor dem Finale im belgischen Oostende zu Gast. Präsentiert von Jan Theys und Willy Delabastita. Wie in den zwei Runden vorher gewannen die Gastgeber. Sie konnten ihren Joker in der letzten Runde optimal nutzen und volle 14 Punkte gewinnen. Die Belgier lagen vor dem letzten Spiel noch vier Punkte hinter den Schweizern. Am Schluss hatten sie 7 Punkte Vorsprung. Am 5. Juni 1971 gewann Leck gegen Jever die interne deutsche Qualifikation, vor 10.000 Zuschauern!, mit 16:10. Bei der europäischen Runde wurde Leck zusammen mit der französischen Mannschaft Letzter. Ihr Joker-Spiel brachte als letzter nur 2 Punkte ein. |
| 2     | CH   | Einsiedeln  | 43     | Am 1. September 1971 war die siebte und letzte Austragung vor dem Finale im belgischen Oostende zu Gast. Präsentiert von Jan Theys und Willy Delabastita. Wie in den zwei Runden vorher gewannen die Gastgeber. Sie konnten ihren Joker in der letzten Runde optimal nutzen und volle 14 Punkte gewinnen. Die Belgier lagen vor dem letzten Spiel noch vier Punkte hinter den Schweizern. Am Schluss hatten sie 7 Punkte Vorsprung. Am 5. Juni 1971 gewann Leck gegen Jever die interne deutsche Qualifikation, vor 10.000 Zuschauern!, mit 16:10. Bei der europäischen Runde wurde Leck zusammen mit der französischen Mannschaft Letzter. Ihr Joker-Spiel brachte als letzter nur 2 Punkte ein. |
| 3     | NL   | Doetinchem  | 35     | Am 1. September 1971 war die siebte und letzte Austragung vor dem Finale im belgischen Oostende zu Gast. Präsentiert von Jan Theys und Willy Delabastita. Wie in den zwei Runden vorher gewannen die Gastgeber. Sie konnten ihren Joker in der letzten Runde optimal nutzen und volle 14 Punkte gewinnen. Die Belgier lagen vor dem letzten Spiel noch vier Punkte hinter den Schweizern. Am Schluss hatten sie 7 Punkte Vorsprung. Am 5. Juni 1971 gewann Leck gegen Jever die interne deutsche Qualifikation, vor 10.000 Zuschauern!, mit 16:10. Bei der europäischen Runde wurde Leck zusammen mit der französischen Mannschaft Letzter. Ihr Joker-Spiel brachte als letzter nur 2 Punkte ein. |
| 4     | I    | Pesaro      | 34     | Am 1. September 1971 war die siebte und letzte Austragung vor dem Finale im belgischen Oostende zu Gast. Präsentiert von Jan Theys und Willy Delabastita. Wie in den zwei Runden vorher gewannen die Gastgeber. Sie konnten ihren Joker in der letzten Runde optimal nutzen und volle 14 Punkte gewinnen. Die Belgier lagen vor dem letzten Spiel noch vier Punkte hinter den Schweizern. Am Schluss hatten sie 7 Punkte Vorsprung. Am 5. Juni 1971 gewann Leck gegen Jever die interne deutsche Qualifikation, vor 10.000 Zuschauern!, mit 16:10. Bei der europäischen Runde wurde Leck zusammen mit der französischen Mannschaft Letzter. Ihr Joker-Spiel brachte als letzter nur 2 Punkte ein. |
| 5     | GB   | Bournemouth | 32     | Am 1. September 1971 war die siebte und letzte Austragung vor dem Finale im belgischen Oostende zu Gast. Präsentiert von Jan Theys und Willy Delabastita. Wie in den zwei Runden vorher gewannen die Gastgeber. Sie konnten ihren Joker in der letzten Runde optimal nutzen und volle 14 Punkte gewinnen. Die Belgier lagen vor dem letzten Spiel noch vier Punkte hinter den Schweizern. Am Schluss hatten sie 7 Punkte Vorsprung. Am 5. Juni 1971 gewann Leck gegen Jever die interne deutsche Qualifikation, vor 10.000 Zuschauern!, mit 16:10. Bei der europäischen Runde wurde Leck zusammen mit der französischen Mannschaft Letzter. Ihr Joker-Spiel brachte als letzter nur 2 Punkte ein. |
| 6     | F    | Libourne    | 23     | Am 1. September 1971 war die siebte und letzte Austragung vor dem Finale im belgischen Oostende zu Gast. Präsentiert von Jan Theys und Willy Delabastita. Wie in den zwei Runden vorher gewannen die Gastgeber. Sie konnten ihren Joker in der letzten Runde optimal nutzen und volle 14 Punkte gewinnen. Die Belgier lagen vor dem letzten Spiel noch vier Punkte hinter den Schweizern. Am Schluss hatten sie 7 Punkte Vorsprung. Am 5. Juni 1971 gewann Leck gegen Jever die interne deutsche Qualifikation, vor 10.000 Zuschauern!, mit 16:10. Bei der europäischen Runde wurde Leck zusammen mit der französischen Mannschaft Letzter. Ihr Joker-Spiel brachte als letzter nur 2 Punkte ein. |
|       | D    | Leck        | 23     | Am 1. September 1971 war die siebte und letzte Austragung vor dem Finale im belgischen Oostende zu Gast. Präsentiert von Jan Theys und Willy Delabastita. Wie in den zwei Runden vorher gewannen die Gastgeber. Sie konnten ihren Joker in der letzten Runde optimal nutzen und volle 14 Punkte gewinnen. Die Belgier lagen vor dem letzten Spiel noch vier Punkte hinter den Schweizern. Am Schluss hatten sie 7 Punkte Vorsprung. Am 5. Juni 1971 gewann Leck gegen Jever die interne deutsche Qualifikation, vor 10.000 Zuschauern!, mit 16:10. Bei der europäischen Runde wurde Leck zusammen mit der französischen Mannschaft Letzter. Ihr Joker-Spiel brachte als letzter nur 2 Punkte ein. |

## Finale
Das Finale fand in Essen, Deutschland, statt. Folgende Mannschaften hatten sich für das Finale qualifiziert:
| Land | Stadt               | Platzierung | Punkte |
| ---- | ------------------- | ----------- | ------ |
| GB   | Blackpool           | 1           | 50     |
| B    | Oostende            | 1           | 50     |
| D    | Offenburg           | 1           | 49     |
| I    | Riccione            | 1           | 48     |
| NL   | Alphen aan den Rijn | 1           | 44     |
| CH   | Willisau            | 2           | 44     |
| F    | Le Mans             | 3           | 36     |

| Platz | Land | Stadt               | Punkte | Bemerkung |
| ----- | ---- | ------------------- | ------ | --- |
| 1     | GB   | Blackpool           | 45     | Am 15. September 1971 fand das Finale im Grugastadion in Essen statt. Die Britische Mannschaft konnte dieses Finale gewinnen. Bei der Generalprobe hatte noch die deutsche Mannschaft gewonnen. Die Briten setzten in der Probe andere Spieler ein und konnten so im Finale ihre Gegner überraschen. |
| 2     | NL   | Alphen aan den Rijn | 38     | Am 15. September 1971 fand das Finale im Grugastadion in Essen statt. Die Britische Mannschaft konnte dieses Finale gewinnen. Bei der Generalprobe hatte noch die deutsche Mannschaft gewonnen. Die Briten setzten in der Probe andere Spieler ein und konnten so im Finale ihre Gegner überraschen. |
| 3     | CH   | Willisau            | 36     | Am 15. September 1971 fand das Finale im Grugastadion in Essen statt. Die Britische Mannschaft konnte dieses Finale gewinnen. Bei der Generalprobe hatte noch die deutsche Mannschaft gewonnen. Die Briten setzten in der Probe andere Spieler ein und konnten so im Finale ihre Gegner überraschen. |
| 4     | D    | Offenburg           | 35     | Am 15. September 1971 fand das Finale im Grugastadion in Essen statt. Die Britische Mannschaft konnte dieses Finale gewinnen. Bei der Generalprobe hatte noch die deutsche Mannschaft gewonnen. Die Briten setzten in der Probe andere Spieler ein und konnten so im Finale ihre Gegner überraschen. |
|       | I    | Riccione            | 35     | Am 15. September 1971 fand das Finale im Grugastadion in Essen statt. Die Britische Mannschaft konnte dieses Finale gewinnen. Bei der Generalprobe hatte noch die deutsche Mannschaft gewonnen. Die Briten setzten in der Probe andere Spieler ein und konnten so im Finale ihre Gegner überraschen. |
| 6     | B    | Oostende            | 28     | Am 15. September 1971 fand das Finale im Grugastadion in Essen statt. Die Britische Mannschaft konnte dieses Finale gewinnen. Bei der Generalprobe hatte noch die deutsche Mannschaft gewonnen. Die Briten setzten in der Probe andere Spieler ein und konnten so im Finale ihre Gegner überraschen. |
| 7     | F    | Le Mans             | 27     | Am 15. September 1971 fand das Finale im Grugastadion in Essen statt. Die Britische Mannschaft konnte dieses Finale gewinnen. Bei der Generalprobe hatte noch die deutsche Mannschaft gewonnen. Die Briten setzten in der Probe andere Spieler ein und konnten so im Finale ihre Gegner überraschen. |

Im gesamten Jahr 1971 haben die Briten, Deutschen und Belgier je zwei Siege verbuchen können. Belgien hatte mit 50 Punkten von Oostende die höchste und mit den 19 Punkten von Tielt auch die tiefste Ausbeute. Die Schweiz und Frankreich konnten keinen Sieg erreichen. Die Schweiz wurde aber dreimal Zweiter. Die Franzosen dreimal Letzter. Deutschland konnte von acht Austragungen 6 Mal auf dem Podest landen.
| # | Land                   | Gold | Silber | Bronze | Gesamtpunktzahl |
| - | ---------------------- | ---- | ------ | ------ | --------------- |
| 1 | Deutschland            | 2    | 2      | 2      | 316             |
| 2 | Italien                | 1    | 1      | 0      | 294             |
| 3 | Niederlande            | 1    | 0      | 3      | 291             |
| 4 | Vereinigtes Königreich | 2    | 1      | 0      | 289             |
| 5 | Schweiz                | 0    | 3      | 1      | 287             |
| 6 | Belgien                | 2    | 1      | 1      | 247             |
| 7 | Frankreich             | 0    | 0      | 1      | 224             |